# Gymnostomum lingulatum
Gymnostomum lingulatum är en bladmossart som beskrevs av Rehman och Sim 1926. Gymnostomum lingulatum ingår i släktet kalkkuddmossor, och familjen Pottiaceae. Inga underarter finns listade i Catalogue of Life.